# 개브리엘 앤워
개브리엘 앤워(영어: Gabrielle Anwar, 1970년 2월 4일 ~ )는 영국의 배우이다. 영화 《여인의 향기》와 《삼총사》, 그리고 《바디 스네처스》를 통해 유명해졌다.

## 생애

### 유년기
앤워는 영국의 미들섹스에 있는 랄레엄(Laleham)에서 태어났다. 그녀의 어머니 셜리는 영국의 배우였으며, 아버지인 타리끄 안와르는 인도 출신의 영화 제작자였다. 그녀는 오스트리아의 혈통도 지니고 있다.
그녀는 런던의 드라마 및 댄스학교에서 공부하였다.

### 연기자
앤워의 연기 데뷔작은 영국의 미니시리즈인 '하이드어웨이(Hideaway)'였다. 영화 데뷔작은 메니페스토(Manifesto)였다. 이 후 수편의 텔레비전 드라마 및 영화에 출연하였다가 미국의 영화배우인 크레이그 셰퍼를 만나게 되었고, 그와 함께 할리우드로 이주를 하게 된다. 두 사람은 플라잉 바이러스 등 많은 영화에 함께 출연하였다.
앤워의 미국영화 데뷔작은 살해당한 영국의 중계업자의 딸로 출연한 'If Looks Could Kill'이었다. 1992년에 드라마 베버리 힐즈, 90210에 특별출연하였고, 여인의 향기, 삼총사 등 많은 영화에 출연하였다. 1993년에는 피플지에서 선정한 세상에서 가장 아름다운 50인에 선정되었다.
1992년에 출연한 여인의 향기에서 기억남을만한 장면은 시각장애인으로 출연한 알 파치노와 탱고를 추는 장면이었다.
영화외에도 많은 텔레비전 드라마에 출연하였다.

## 출연작 목록

### 영화
| 연도 | 제목                                | 원제                                          | 배역              | 비고    |
| ---- | ----------------------------------- | --------------------------------------------- | ----------------- | ------- |
| 1989 | 발트하임의 음모                     | Manifesto                                     | 티나              |         |
| 1991 | F학점 첩보원                        | If Looks Could Kill                           | 마리스카 블레이드 |         |
| 1991 | 아틀란틱의 꿈                       | Wild Hearts Can't Be Broken                   | 서노라 웹스터     |         |
| 1992 | 여인의 향기                         | Scent of a Woman                              | 도나              |         |
| 1993 | 보디 에일리언                       | Body Snatchers                                | 마티 멀론         |         |
| 1993 | 사랑 게임                           | For Love or Money                             | 앤디 하트         |         |
| 1993 | 삼총사                              | The Three Musketeers                          | 안 여왕           |         |
| 1995 | 기병대의 비밀                       | In Pursuit of Honor                           | 제시카 스튜어트   | TV 영화 |
| 1995 | 덴버                                | Things to Do in Denver When You're Dead       | 대그니            |         |
| 1995 | 이노센트 라이즈                     | Innocent Lies                                 | 실리아 그레이브스 |         |
| 1996 | 그레이브                            | The Grave                                     | 조던              |         |
| 1997 | 네바다                              | Nevada                                        | 리니              |         |
| 1997 | 페이퍼보이: 사형수의 편지           | Sub Down                                      | 로라 드라이슨     |         |
| 1997 | 리퍼                                | The Ripper                                    | 플로리 루이스     | TV 영화 |
| 1999 | 마이 리틀 어새신                    | My Little Assassin                            | 마리타 로렌츠     |         |
| 1999 | 더 매너                             | The Manor                                     | 샬럿 클라이너     |         |
| 1999 | 킴벌리                              | Kimberly                                      | 킴벌리            |         |
| 2000 | 더 길티                             | The Guilty                                    | 소피 레넌         |         |
| 2000 | 억만장자와 결혼하는 법              | How to Marry a Billionaire: A Christmas Tale  | 제니 시거         |         |
| 2001 | 셜록: 죽음의 덫                     | Sherlock: Case of Evil                        | 리베카 도일       |         |
| 2002 | 터뷸런스 3                          | Turbulence 3: Heavy Metal                     | 케이트 헤이든     |         |
| 2002 | 플라잉 바이러스                     | Flying Virus                                  | 앤 바워           |         |
| 2004 | 나를 기억하라                       | Try to Remember                               | 리사 먼로         |         |
| 2005 | 신비의 섬                           | Mysterious Island                             | 제인              | TV 영화 |
| 2006 | 십중팔구                            | 9/Tenths                                      | 제시카            |         |
| 2006 | 마시                                | The Marsh                                     | 클레어 홀러웨이   |         |
| 2006 | 롱 로스트 선                        | Long Lost Son                                 | 크리스틴 셰퍼드   | TV 영화 |
| 2006 | 크레이지 에이츠                     | Crazy Eights                                  | 베스 패터슨       |         |
| 2006 | 월드 트레져: 솔로몬의 보물을 찾아서 | The Librarian: Return to King Solomon's Mines | 에밀리 대븐포트   | TV 영화 |
| 2008 | 아이머더스                          | iMurders                                      | 린지 제프리스     |         |
| 2011 | 전사의 심장                         | A Warrior's Heart                             | 클레어 설리번     |         |
| 2011 | 패밀리 트리                         | The Family Tree                               | 니나 파우츠       |         |
| 2019 | 라스트 썸머                         | The Last Summer                               | 그리핀의 엄마     |         |

### 텔레비전 드라마
| 연도    | 제목               | 원제                              | 배역                              | 비고                          |
| ------- | ------------------ | --------------------------------- | --------------------------------- | ----------------------------- |
| 1986    | 하이드어웨이       | Hideaway                          | 트레이시 라이트                   | 주연                          |
| 1988    | 스토리텔러         | The Storyteller                   | 리디아                            | "Fearnot" 에피소드            |
| 1988    | 수인전             | First Born                        | 넬 포레스터                       |                               |
| 1989    | 여름날             | Summer's Lease                    | 크리스티 케터링                   | 2회분 출연                    |
| 1989    | 새벽 출정호의 항해 | The Voyage of the Dawn Treader    | 라만두의 딸                       |                               |
| 1990    | 프레스 갱          | Press Gang                        | 샘 블랙                           |                               |
| 1991    | 정글의 신비        | The Mystery of the Black Jungle   | 아다 코리샨트                     | 미니시리즈                    |
| 1992    | 베벌리힐스 아이들  | Beverly Hills, 90210              | 트리샤 키니                       | "Fire and Ice" 에피소드       |
| 1993    | 폴른 앤젤스        | Fallen Angels                     | 델리아                            | "Dead End for Delia" 에피소드 |
| 2001    | 더 프랙티스        | The Practice                      | 케이티 더포                       | "Dangerous Liaisons" 에피소드 |
| 2002    | 존 도              | John Doe                          | 레이철 펜브로크                   | 2회분 출연                    |
| 2007    | 튜더스             | The Tudors                        | 마거릿                            |                               |
| 2007-13 | 번 노티스          | Burn Notice                       | 피오나 글리낸                     | 주연                          |
| 2008    | 성범죄수사대: SVU  | Law & Order: Special Victims Unit | 에바 신첼                         | "Inconceivable" 에피소드      |
| 2017-18 | 원스 어폰 어 타임  | Once Upon a Time                  | 라푼젤 트리메인 / 빅토리아 벨프리 | 시즌7 주연                    |